# 나남뉴스
나남뉴스(Nanamcom)는 대한민국 언론사로, 2023년 3월 10일 인터넷 신문 사이트로 시작하였다. 연예, 이슈, 스포츠, 라이프, 경제 등 다양한 주제를 다루는 언론사이다.나남뉴스는 애드인컴의 이외자 대표가 설립한 인터넷 뉴스 사이트다.

## 역사
2023년 3월 10일, 나남뉴스는 페이스북, 트위터, 유튜브, 핀터레스트에 나남뉴스 SNS 채널을 생성하였다
2023년 4월 10일부터 구글 뉴스와 연동하여 뉴스 서비스를 제공하였다

## 특징
나남뉴스의 '나남'은 울타리라는 의미를 가진다. 기존 뉴스 기사의 딱딱하고 식상한 내용을 배척하며 재미있고 스토리가 있는 뉴스를 지양하며 나남뉴스만의 독창적인 울타리를 만들어가고 있다